# Шевирьов Олександр Іванович
Олександр Іванович Шевирьов (рос. Александр Иванович Шевырёв; 25 жовтня 1917, Ізварине — 21 жовтня 1991) — учасник партизанської боротьби на Чернігівщині часів німецько-радянської війни, командир полку партизанського з'єднання, Герой Радянського Союзу.

## Біографія
Народився 25 жовтня 1917 року в селищі Ізвариному (нині Краснодонської міськради Луганської області) в родині робітника. Росіянин. Після закінчення семирічної школи, закінчивши Краснодонське гірничопромислове училище, отримав спеціальність врубмашиніста. Працював електрослюсарем на шахті в Краснодоні.
У вересні 1938 року був призваний до лав Червоної Армії. Закінчив школу молодших командирів при 288-ї окремої стрілецької бригади. Коли почалася німецько-радянська війна, служив в 103-му стрілецькому полку 62-ї стрілецької дивізії. Був командиром підрозділу розвідників. Потрапив в оточення.
У вересні 1941 року вступив в Носівський партизанський загін «За Батьківщину», що виріс з часом у з'єднання партизанських загонів. Спочатку був у загоні рядовим бійцем, потім — командиром взводу, роти, батальйону. 6 серпня 1943 року його призначили командиром 1-го партизанського полку цього з'єднання, що нараховував близько двох тисяч бійців.
О. І. Шевирьов не тільки командував, а й брав безпосередню участь у всіх бойових операціях своїх підрозділів і полку. З групою бійців пустив під укіс 10 військових ешелонів з живою силою і технікою противника. Під час бою 25 червня 1943 року гітлерівці оточили партизан, але вдалим маневром О. І. Шевирьову вдалося вивести загін з оточення. В цьому бою він був поранений. Партизани розгромили гарнізон противника, захопивши озброєння і боєприпаси. Ворог втратив убитими і пораненими понад 150 осіб.
Виконуючи наказ Українського штабу партизанського руху по забезпеченню та захопленню переправ через Десну, Дніпро, Прип'ять, полк під командуванням О. І. Шевирьова 11 вересня 1943 року в районі сіл Сіножацького і Смолина потопив кілька німецьких пароплавів і два військових катери, що пливли з Чернігова до Києва. Полк організував три переправи через Десну і Дніпро. Партизани утримували їх до приходу частин 17-го гвардійського стрілецького корпусу. При форсуванні Дніпра багато партизан 1-го полку влилися в ряди бійців діючої армії. Командир партизанського полку О. І. Шевирьов з жовтня 1943 року був направлений до Представництва Українського штабу партизанського руху при Військовій раді 1-го Українського фронту.

Могила Олександра Шевирьова

Указом Президії Верховної Ради СРСР від 4 січня 1944 року за вміле керівництво партизанською боротьбою і організацію переправ на Десні та Дніпрі Олександру Івановичу Шевирьову присвоєно звання Героя Радянського Союзу з врученням ордена Леніна і медалі «Золота Зірка» (№ 2880).
Після закінчення війни демобілізувався. Член ВКП(б) з 1945 року. З 1945 року перебував на господарській роботі. Жив у Києві. Помер 21 жовтня 1991 року. Похований в Києві на Міському кладовищі «Берківцях».

## Нагороди
Нагороджений орденами Леніна, Вітчизняної війни 1 ступеня, Червоної Зірки, медалями.